# Борисов, Лев Иванович
Лев Ива́нович Бори́сов (8 декабря 1933, Плёс — 15 ноября 2011, Москва) — советский и российский актёр театра и кино.  Заслуженный артист Российской Федерации (1994).  Народный артист Российской Федерации (2001).
Наибольшую известность Борисову принесла роль криминального авторитета Антибиотика в сериале «Бандитский Петербург».

## Биография
Родился 8 декабря 1933 года в городе Плёсе Ивановской области. Мать работала агрономом, отец — директором сельхозтехникума. Мать Надежда Андреевна, наполовину немка, наполовину румынка, назвала сына в честь русского писателя Льва Толстого. Младший брат актёра Олега Борисова (1929—1994).
Окончил Театральное училище имени Б. В. Щукина в 1956 году.
До 1960 года работал в Театре-студии, с 1960 по 1974 годы был актёром Театра драмы на Спартаковской. С 1974 по 1981 года — актёр Областного театра имени А. Н. Островского, с 1981 по 1987 год был актёром Московского драматического театра имени К. С. Станиславского. С 1987 года — актёр Московского театра-центра имени М. Н. Ермоловой. В последние годы играл в антрепризе «Чужая жена и муж под кроватью» — вместе с дочерью Надеждой Борисовой, Алексеем Кравченко и Григорием Сиятвиндой.
В кино дебютировал в середине 1950-х годов в роли десятиклассника в фильме «Аттестат зрелости». Затем были роли в фильмах «Высота», «Баллада о солдате», «Верные сердца», «Судьба человека», «Вас ожидает гражданка Никанорова», «И снова Анискин», «Вы чьё, старичьё?», «Ширли‑мырли», «Улица молодости», «Бродячий автобус», «Похождение графа Невзорова», «Обвиняются в убийстве», «Смиренное кладбище», «Барханов и его телохранитель», «Визит к минотавру», «Вынос тела» и др. С братом Олегом Борисовым в одном фильме снялся лишь однажды — в 1987 году в фильме «Садовник». Активно снимался в телесериалах: «Савва», «Батюшка», «Секунда до…», «Атаман», «Легенда о Тампуке», «Штрафбат», «Бандитский Петербург» и других.

В 1982 году на кинофестивале молодых кинематографистов киностудии Мосфильм был награждён призом за лучшее исполнение мужской роли в фильме «Похождения графа Невзорова». В 1990 году на кинофестивале «Созвездие» был удостоен приза за лучшую мужскую роль второго плана (фильм «Смиренное кладбище»). В 2001 году стал народным артистом России.

Могила Л. И. Борисова на Троекуровском кладбище

Умер ранним утром 15 ноября 2011 года в реанимации Боткинской больницы после перенесённого инсульта на 78-м году жизни. Церемония прощания прошла в Центральном доме кино 17 ноября. Похоронен на Троекуровском кладбище (уч. 6).

## Личная жизнь
Со своей первой женой, от которой есть дочь Татьяна, развёлся. Вторая жена, Мария Александровна, была преподавателем французского языка, староста в храме Рождества Христова в селе Рождествено. В 1988-м Лев Борисов крестился, а через год приехал в Плёс, чтобы обвенчаться с Марией. Их дочь Надежда (род. 2 января 1979) — актриса МХТ имени А. П. Чехова. Есть внучка Ксения Миронова.
Зять — Алексей Кравченко.

## Творчество

### Роли в театре
Театр имени М. Н. Ермоловой
- 1987 — «По соседству мы живём» — дед Василий
- 1988 — «Дом, где разбиваются сердца» — Рендол
- 1989 — «Приглашение на казнь» — директор тюрьмы
- 1991 — «Бесноватая» — чиновник
- 1992 — «Сверчок на печи» — Калеб
- 1994 — «Село Степанчиково» — Фома Опискин
- 1996 — «Мария Стюарт» — сэр Паулет
- 1999 — «Прибайкальская кадриль» — Саня Арефьев
- 2000 — «Царь Максимилиан» — могильщик, посол
- 2001 — «Суббота, воскресенье, понедельник» — Антонио[7]

### Фильмография
- 1954 — Аттестат зрелости — Коробов
- 1956 — Разные судьбы — студент на собрании
- 1956 — Партизанская искра — Шура Кучер
- 1957 — Высота — Борис Берестов
- 1958 — Улица молодости — столяр Константин Иванович Лубяной
- 1958 — Военная тайна — эпизод
- 1959 — Баллада о солдате — солдат на переправе, попросивший мыла у старшины
- 1959 — Верные сердца — Серёжа Моргунов
- 1959 — Судьба человека — взводный
- 1960 — Время летних отпусков — Габбидулин
- 1960 — Ровесник века — шофёр
- 1960 — Ребята с Канонерского — Михаил (роль озвучил Иннокентий Смоктуновский)
- 1969 — Варькина земля (ТВ) —  Оселедец
- 1976 — 12 стульев — монтёр Мечников
- 1977 — Приезжая — Яков Силин
- 1977 — Хочу быть министром
- 1978 — Вас ожидает гражданка Никанорова — «общественная сила»
- 1978 — И снова Анискин — держатель притона Василий Степанович Неганов
- 1979 — Возвращение чувств — Хамза
- 1979 — Красный велосипед — кулак Карчук
- 1980 — Особо важное задание — Нечкин
- 1980 — Белый ворон — дядя Коля
- 1980 — Если бы я был начальником — Сергеев
- 1981 — В последнюю очередь — вор-спекулянт Михаил Семёныч
- 1981 — Факты минувшего дня — Скороходов
- 1981 — Цыганское счастье — тракторист Егор
- 1982 — День рождения — Фёдор, водитель Зверева
- 1982 — Похождения графа Невзорова — Семён Иванович Невзоров
- 1982 — Детский мир — Иван Иванович, замдиректора универмага «Детский мир»
- 1982 — Открытое сердце — гость Славика
- 1983 — Демидовы — Крот
- 1984 — Каждый десятый — Алёха Чикин
- 1983 — Хозяйка детского дома — Иван Филиппович
- 1984 — Рябиновые ночи — Степан Андреевич Базанов
- 1985 — Вишнёвый омут — Карпушка
- 1986 — Затянувшийся экзамен — «Фунтик»
- 1986 — Золотая баба — приказчик Тихон, отец Анютки
- 1986 — Обвиняется свадьба —  отец жениха
- 1987 — Везучий человек — Курочкин
- 1987 — Визит к Минотавру — Обольников
- 1987 — Мой боевой расчёт — директор школы, Иван Петрович
- 1987 — Садовник — Коля Стеклов
- 1988 — За всё заплачено — Малыгин
- 1988 — Вы чьё, старичьё? — Багорыч
- 1988 — Брызги шампанского — Егорыч
- 1988 — Вам что, наша власть не нравится? — Степан
- 1989 — Бродячий автобус — артист Николай Тюльпанов
- 1989 — Закон — Сергей Иванович Тимофеев
- 1989 — Похищение чародея — дед Геннадий
- 1989 — Смиренное кладбище — Кутя
- 1989 — Торможение в небесах — Николай Иванович Езепов
- 1989 — Вход в лабиринт — Чебаков-старший
- 1990 — Аферисты — Федюшкин
- 1990 — Гамбринус — рыбак
- 1990 — Карьер — Семён
- 1990 — Русская рулетка — дядя Паша
- 1990 — Система «Ниппель» — «Ворошиловский стрелок»
- 1990 — Танк «Клим Ворошилов-2» — молоковоз
- 1990 — Облако-рай — Филипп Макарыч
- 1991 — Арифметика убийства — Платон Брызгалин
- 1991 — Свеча
- 1992 — Алиса и Букинист — Аким Георгиевич
- 1992 — Вынос тела
- 1992 — Мёртвые без погребения
- 1994 — Белый праздник — столяр
- 1994 — Сверчок
- 1995 — Ширли-мырли — мафиозо
- 1996 — Барханов и его телохранитель — Чулков
- 1997 — Змеиный источник — Семён Семёнович
- 1998 — Самозванцы
- 2000 — Артист и мастер изображения — нищий
- 2000 — Бандитский Петербург. Фильм 1. Барон — Виктор Павлович Говоров («Антибиотик») вор в законе (1—4 серии)
- 2000 — Бандитский Петербург. Фильм 2. Адвокат — Виктор Павлович Говоров («Антибиотик») вор в законе (3—10 серии)
- 2001 — Конференция маньяков — Душевный
- 2001 — Бандитский Петербург. Фильм 3. Крах Антибиотика — Виктор Павлович Говоров («Антибиотик») вор в законе (1—8 серии)
- 2003 — Бандитский Петербург. Фильм 4. Арестант — Виктор Павлович Говоров («Антибиотик») вор в законе (1—7 серии), озвучил Игорь Шибанов
- 2003 — Бандитский Петербург. Фильм 6. Журналист — Виктор Павлович Говоров («Антибиотик») вор в законе (3—4 серии), (озвучил Игорь Шибанов)
- 2004 — Весьегонская волчица — дед Матвей
- 2004 — Легенда о Тампуке — Паук
- 2004 — Сосед
- 2004 — Штрафбат — дед Зои
- 2004 — Па — дед Оксаны
- 2005 — Атаман — Прохор
- 2005 — Коля — перекати поле — Филипп Макарыч
- 2005 — Голова классика — Паисий
- 2007 — Секунда до… — Валентин Михайлович
- 2008 — Савва Мамонтов — адвокат Фёдор Плевако
- 2008 — Батюшка — отец Афанасий
- 2010 — Учитель в законе. Продолжение — отец Тихон
- 2011 — Дорогой мой человек — Мефодий Степанов
- 2011 — Операция «Горгона» — изготовитель ключей
- 2012 — Синдром дракона — Виктор Зарубин

## Награды и премии
- Заслуженный артист Российской Федерации (1994)[3]
- Народный артист Российской Федерации (2001) — за большие заслуги в развитии театрального искусства[4]